# Квінт Юній Блез (консул 10 року)
Квінт Юній Блез (лат. Quintus Iunius Blaesus; 33 до н. е. —31) — політичний та військовий діяч Римської імперії, консул-суффект 10 року.

## Життєпис
Походив з роду нобілів Юніїв. Був родичем роду Корнеліїв Лентулів та Луція Елія Сеяна. Державну кар'єру розпочав як пропретор Сицилії. У 10 році став консулом-суффектом разом з Сервієм Корнелієм Лентулом Малугіненом. З 11 року керував провінцією Паннонією, потім командував VIII Августовим, IX Іспанським, XV Аполлонієвим легіонами. У 14 році брав участь у придушенні повстання легіонів у Паннонії.
З 21 до 23 року керував провінцією Африкою як проконсул. Брав участь у придушенні повстання нумідійців на чолі із Тарфарінатом. За це отримав 22 році від імператора Тиберія право на тріумф. У 31 році у зв'язку з придушенням заколоту Сеяна за наказом імператора Блеза було страчено.

## Родина
- Квінт Юній Блез, консул-суффект 28 року